# Ніко Тероль
Ні́колас «Ні́ко» Теро́ль Пе́ідро (ісп. Nicolás Terol Peidro; народився 27 вересня 1988 року в Алькой, Валенсія, Іспанія) — іспанський мотогонщик, останній чемпіон світу з шосейно-кільцевих мотогонок серії MotoGP у класі 125cc (2011). Останній гонщик, який виграв чемпіонат світу на Aprilia. У сезоні 2014 виступав у класі Moto2 за команду «Mapfre Aspar Team Moto2» під номером 18. На сезон 2015 перейшов у клас WSBK, приєднавшись до команди «Althea Ducati».

## Кар'єра
Кар'єра Ніко Тероля до появи у MotoGP розвивалась поступово, починаючи з нижчих класів іспанського чемпіонату, до четвертого місця в загальному заліку Чемпіонату Іспанії у класі 125 см³ в 2004 році. В тому ж році гонщик дебютував в чемпіонаті світу, виступивши на Гран-Прі Валенсії по wildcard. Перший повний сезон провів у наступному, 2005 році, виступаючи на мотоциклі Derbi.
Справжній прорив у кар'єрі настав у 2008 році після зміни мотоцикла на Aprilia, коли Тероль здобув 5 подіумів, в тому числі свою першу перемогу — на мокрій гонці Гран-Прі Індіанаполісу. В результаті, Ніко посів 5-те місце в загальному заліку.
Наступний сезон, 2009 року, був успішнішим за попередній: одна перемога і 3 подіуми дозволили Ніко піднятись на 3-тє місце.
2010 рік Ніко Тероль провів у боротьбі за чемпіонство зі своїм співвітчизником Марком Маркесом, проте змушений був поступитися йому через гірше проведену другу половину сезону.
Сезон 2011 року почався для Тероля вдало — він виграв перші 4 з 5 гонок. За 1 етап до закінчення чемпіонату Ніко здобув свій перший у кар'єрі чемпіонський титул, який виявися останнім в історії класу 125 сс, оскільки вже з наступного сезону він був замінений класом Moto3.
Наступний сезон Тероль перейшов до вищого класу — Moto2, пересівши на мотоцикл Suter. Цей сезон виявився важким, хоча в останній гонці сезону у Валенсії спортсмен і здобув подіум.

## Статистика виступів у MotoGP
| Сезон | Клас  | Команда                    | Мотоцикл       | Гонки | Пер | Под | ПП | НК | Очки  | Місце |
| ----- | ----- | -------------------------- | -------------- | ----- | --- | --- | -- | -- | ----- | ----- |
| 2004  | 125cc | Globet.com Racing          | Aprilia        | 1     | 0   | 0   | 0  | 0  | 0     | —     |
| 2005  | 125cc | Caja Madrid - Derbi Racing | Derbi          | 13    | 0   | 0   | 0  | 0  | 1     | 36    |
| 2006  | 125cc | Derbi Racing               | Derbi          | 16    | 0   | 0   | 0  | 0  | 53    | 14    |
| 2007  | 125cc | Valsir Seedorf Derbi       | Derbi          | 17    | 0   | 0   | 0  | 0  | 19    | 22    |
| 2008  | 125cc | Jack & Jones WRB           | Aprilia        | 17    | 1   | 5   | 0  | 0  | 176   | 5     |
| 2009  | 125cc | Jack & Jones Team          | Aprilia        | 16    | 1   | 4   | 0  | 0  | 179,5 | 3     |
| 2010  | 125cc | Bancaja Aspar Team         | Aprilia RSA125 | 16    | 3   | 14  | 1  | 2  | 296   | 2     |
| 2011  | 125cc | Bankia Aspar Team 125cc    | Aprilia RSA125 | 16    | 8   | 11  | 7  | 5  | 302   | 1     |
| 2012  | Moto2 | Mapfre Aspar Team          | Suter MMX2     | 17    | 0   | 1   | 0  | 0  | 36    | 18    |
| 2013  | Moto2 | Mapfre Aspar Team Moto2    | Suter MMX2     | 17    | 3   | 4   | 1  | 1  | 150   | 7     |
| 2014  | Moto2 | Mapfre Aspar Team Moto2    | Suter MMX2     | 16    | 0   | 0   | 0  | 0  | 2     | 28    |

## Цікаві факти
- Після того, як Ніко Тероль виграв останній чемпіонат світу у класі 125 сс, на його честь назвали поворот на трасі Рікардо Тормо у Валенсії.[4]

## Зовнішні посилання
- Офіційний сайт (ісп.)
- Профіль [Архівовано 10 серпня 2017 у Wayback Machine.] на офіційному сайті MotoGP (англ.)